# Nikolaos Tzoufras
Nikolaos Tzoufras (griechisch Νικόλαος Τζούφρας, * 4. Januar 1987 in Veria) ist ein aus Griechenland stammender Handballspieler, der für den Drittligisten MTV Braunschweig aufläuft. Der 1,85 Meter große und 98 Kilogramm schwere Grieche wird auf der Position Kreisläufer eingesetzt.
Nikolaos Tzoufras spielte bis 2011 beim AC Filippos Verias in der 1. Liga Griechenlands und von 2011 bis 2013 bei den HF Springe in der 3. Liga in Deutschland; Zu Beginn der Spielzeit 2013/2014 wechselte er zu Eintracht Hildesheim. Mit seinem griechischen Verein spielte er mehrfach im EHF-Pokal (2004, 2005, 2006, 2010). Seit 2022 spielt Tzoufras für den MTV Braunschweig.
Für die griechische Männer-Handballnationalmannschaft absolvierte er 38 Länderspiele.